# The Orators
The Orators: An English Study är en långdikt i både prosaisk och poetisk form av den brittiske författaren W. H. Auden. Den gavs ut första gången 1932 av Faber and Faber. Ofta anses verket vara ett viktigt bidrag till den modernistiska poesin i England – av vissa sett som det viktigaste efter The Waste Land, om än väldigt komplext och svårförstått. Långt efter att den skrevs kom Auden att ursäkta sig för dikten som inkompetent. Verket är dedicerat till Stephen Spender med följande dikt:
Private faces in public places

Are wiser and nicer

Than public faces in private places

## Handling och struktur
Dikten utforskar det brittiska samhället under mellankrigstiden, på både ett samhälleligt och psykologiskt plan. Bland annat frågar sig berättarjaget på första av boken "What do you think about England, this country of ours where nobody is well?" Auden skrev i ett brev: 
| ”                                          | The Orators is too bloody obscure I know. The theme is the failure of the Individualistic life, of the Heroic idea, which leads inevitably to paranoia as crucifixion. | „ |
| – Brev till Henry Bamford Parkes, 6/12/32. | |   |

Verket är uppdelat i tre böcker, som föregås av en prolog och efterföljs av en epilog:
1. The Initiates
2. Journal of an Airman
3. The Odes

I dessa tre böcker skiftar Auden fram och tillbaka mellan poesi och prosa flera gånger, och skapar ofta också någon form av mellanting. I bok två förekommer dessutom geometriska figurer, alfabetiska uppräkningar och dagboksanteckningar.

## Mottagande
Bland annat konstaterade John Hayward i The Criterion att "detta utan tvekan är det mest värdefulla bidraget till engelsk poesi sedan The Waste Land. John Fuller har hävdat att dikten "säkerligen är den viktigaste och mest störande långdikten av sin tid." Den har dock även setts som svårförståelig, komplex och obskyr, med tema, struktur och åsikter som ofta säger mot varandra. Milner hävdar i sin analys att det inte finns någon tillfredsställande tolkning, men vissa influenser från bland annat Sigmund Freud och D. H. Lawrence.